# لی جیه (تیرانداز، زاده ۱۹۷۹)
لی جیه (انگلیسی: Li Jie؛ زادهٔ ۲۵ اوت ۱۹۷۹) تیرانداز اهل چین است.